# William F. Garrison
Pour les articles homonymes, voir Garrison.
William F. « Bill » Garrison (né le 27 juin 1944 à Mineral Wells) est un militaire américain.
Il est notamment connu pour avoir commandé les forces américaines lors de l'Operation Gothic Serpent lors de la bataille de Mogadiscio, opération militaire lancée en 1993 pour capturer le chef de guerre somalien Mohamed Farrah Aidid.